# てるてる家族

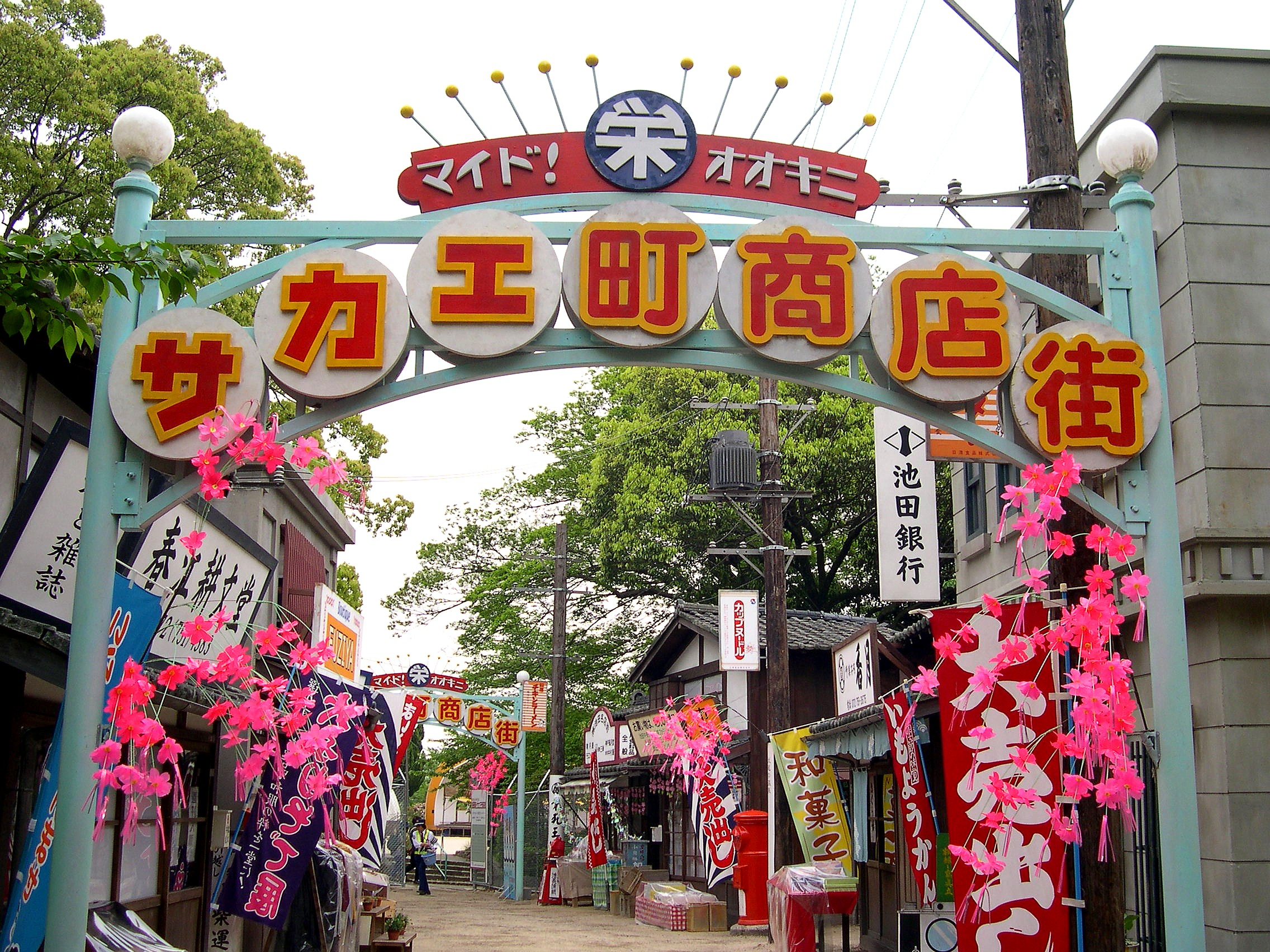
池田市五月山に2004年4月から2005年5月まで復元公開されたサカエ町商店街のオープンセット

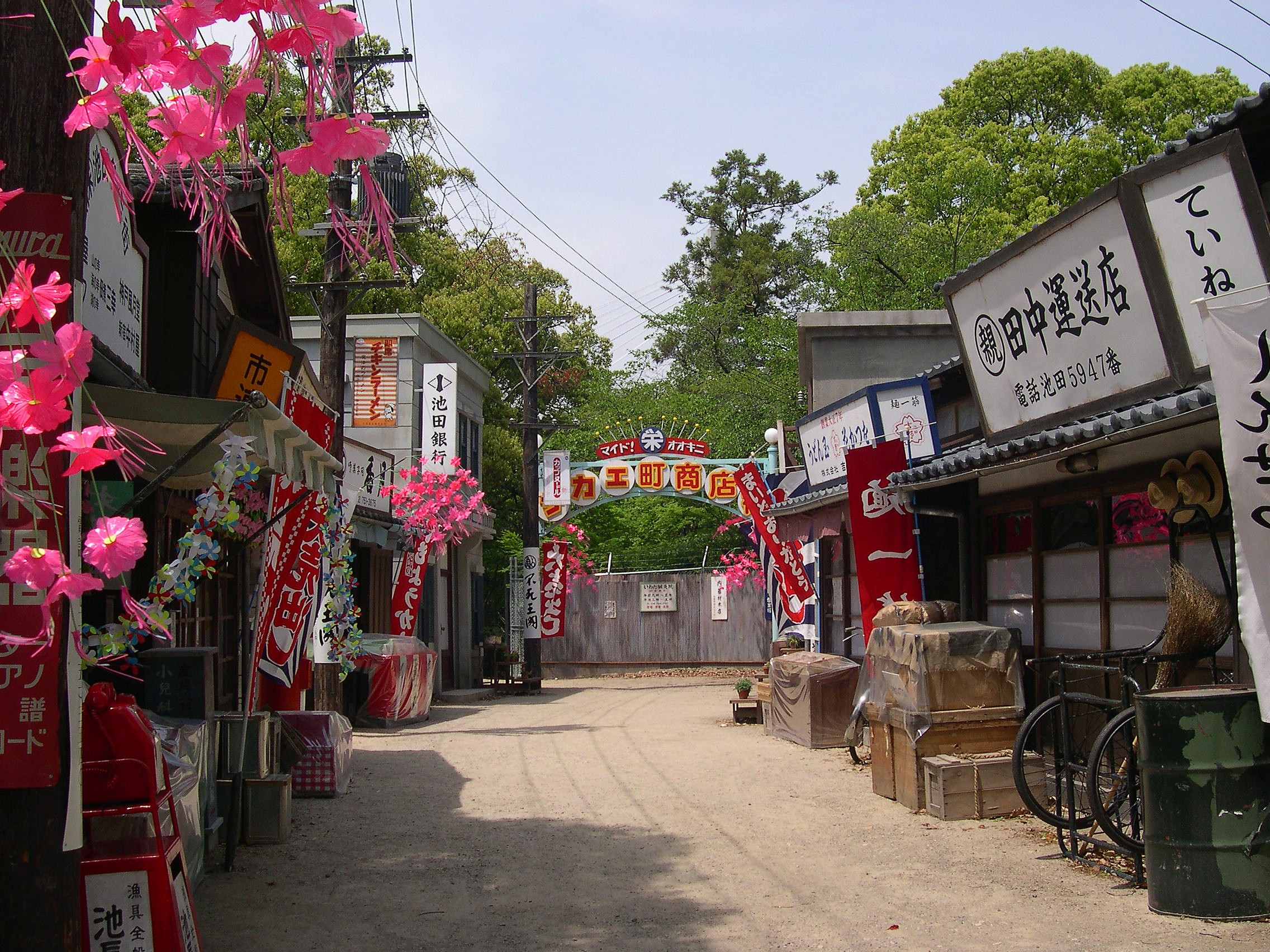
オープンセットその2 反対側から撮影

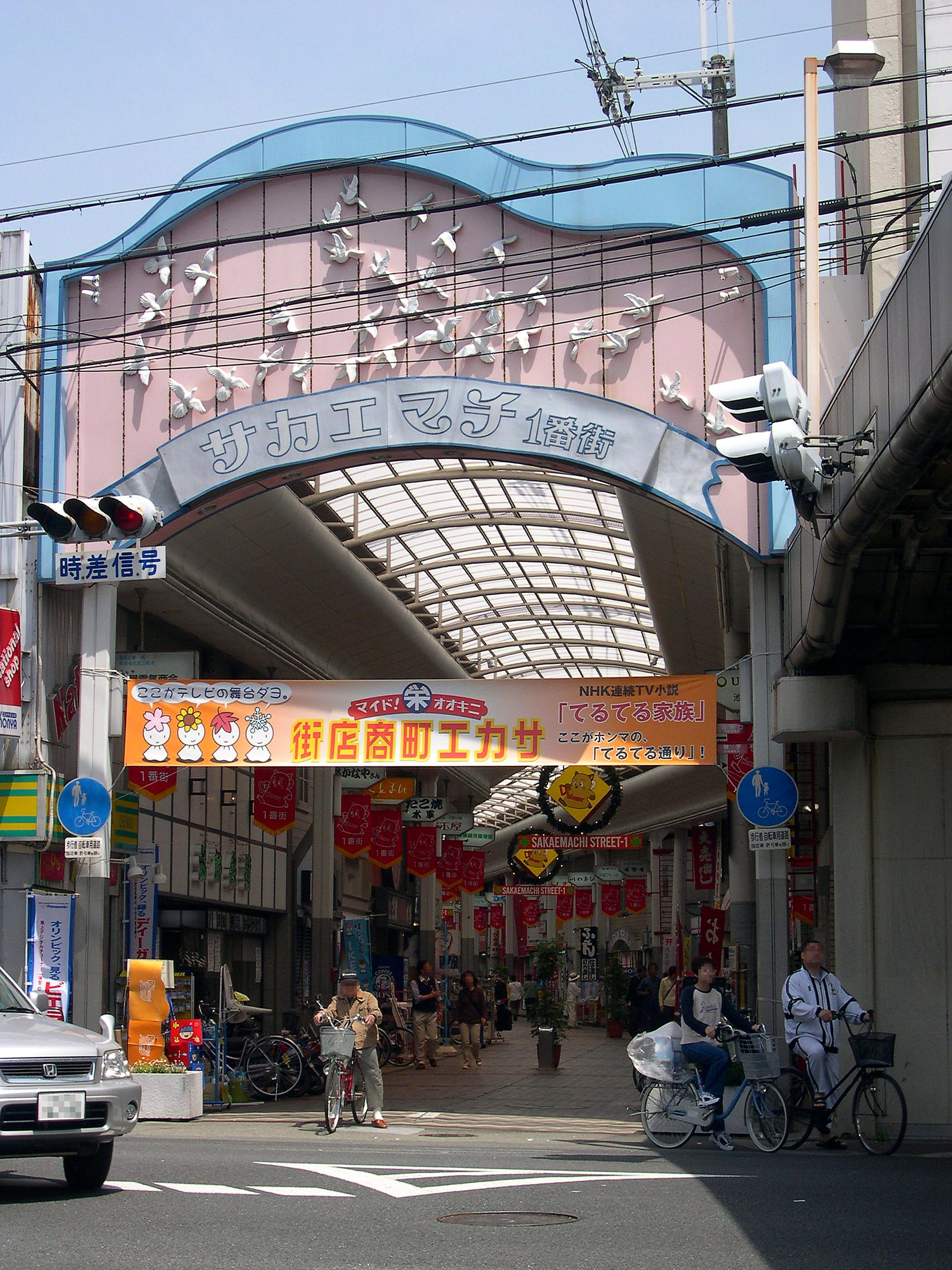
現代のサカエ町商店街（2004年4月撮影）

『てるてる家族』（てるてるかぞく）は、2003年度後期放送のNHK「連続テレビ小説」第69作で、2003年9月29日から2004年3月27日まで放送されたテレビドラマ。同シリーズ初の地上デジタルテレビ放送である。全150回。NHK大阪放送局制作。
2016年4月11日から10月1日まで、NHK BSプレミアム『連続テレビ小説アンコール』（日曜を除く毎日7時15分 - 7時30分）にて全話アンコール放送された。
原作はなかにし礼の小説『てるてる坊主の照子さん』で、脚本は大森寿美男。

## 概要
原作は池田市栄町にあるサカエ町商店街を舞台に、なかにしの妻・石田由利子（芸名：石田ゆり）とその家族をモデルにした小説である。
岩田春男（岸谷五朗）と妻照子（浅野ゆう子）と、二人の間に生まれた4人の娘（春子 - 紺野まひる、夏子 - 上原多香子、秋子 - 上野樹里、冬子 - 石原さとみ）などがそれぞれの夢を追い求める姿をコメディータッチに描く。登場人物の会話は漫才の乗りで彼らが時の流行歌を歌い踊る場面がふんだんに織り交ぜられ、ミュージカル調に仕立てられている。
本作の主人公および語りは冬子であるが、照子を中心に四姉妹、および岩田家に関わる人々の各エピソードが展開する。原作では四姉妹のうち春子・夏子の進路のみが描かれているが、ドラマでは秋子・冬子の進路もオリジナルの展開で描かれた。
石原さとみは応募者2036人のオーディションで選ばれた。放送開始当時彼女は16歳であり（放送期間中に17歳の誕生日を迎えた）、史上最年少のヒロインとなった。

## あらすじ
1946年（昭和21年）、銀行員の岩田春男は、銀行をやめてパン職人になる決心をし、妻の照子と、長女春子を連れて佐世保の米軍基地で修行を積む。その間に二女夏子が生れ、2年後大阪に戻った春男は、池田市の自宅で「岩田製パン」を開いた。やがて秋子、冬子が次々に生まれる。
1953年（昭和28年）春男と映画「また逢う日まで」を鑑賞に行った照子は、街頭テレビに群がる人々を報じるニュース映画を見て閃き、"テレビジョンが見られる店"「喫茶シャトー」をオープンさせる。池田で初のテレビジョン付き喫茶店とあって、店は大繁盛し、程なく梅田駅前にあるスケートリンクの隣に支店「シャトー梅田リンク店」を出した。それがきっかけでフィギュアスケートを始めた春子はオリンピック出場を目指し、夏子も芸能プロダクションにスカウトされ、芸能界への道を歩き始める。
一方、秋子と冬子は平凡な毎日を送っていた。秀才で生活の中に創造を見出そうとする秋子に対し、冬子は勉強も運動も不得意だったが、周囲を楽しくさせる楽しい子。自分も姉たちのように夢を持ちたいと願い、ふとした切っ掛けから宝塚歌劇団入りを目指す。登竜門である宝塚音楽学校の入試に見事合格し入学した冬子だったが、自分の本当にやりたいことはパン職人の道であることに気付き、卒業後春男の下でパン職人の修行を始める。春子は、フィギュアスケートの日本代表として1968年グルノーブルオリンピックに出場を果たし、夏子は"いわたなつこ"の芸名で歌手デビューし、NHK紅白歌合戦にも出場を果たした。冬子もパン職人の才能を開花させ、「喫茶シャトー」をパン屋「ベーカリーてるてる家族」として再スタートさせる。そして、大学生の秋子も自分のやりたい道を見つけ、アメリカへの留学に旅立った。
3人の娘が旅立った岩田家。冬子が春男や和人らと、いつものようにパンを作っている風景で物語は終わる。キーワードは、「なるようになる」（ケセラセラ）。

## キャスト
冬子、春子、夏子、秋子の4名をまとめる時は「4姉妹」と表記する。

### 岩田家と関係者
岩田 冬子（いわた ふゆこ）
演 - 石原さとみ（語りと兼任）（幼少時代：小林ゆか、少女時代：田島有魅香）
本作のヒロイン。昭和24年冬池田で生まれた岩田家の四女。小柄で子供っぽく、能天気で単純でおっちょこちょいだが、母照子譲りの行動力で、興味を持ったことには何でも飛びつく。勉強も運動もクラスでビリを競うレベル。才能ある姉たちに比べ平凡で、夢が見つからないことを悩む。しかし父春夫の工場で作るパンが大好きで、中学校在学時には「岩田製パン」が学校でパンを販売するきっかけを作り、その仕事を他社に奪われて窮地に陥った際は、起死回生を図り中に磯辺餅が入った「てるてるパン」を考案してヒットさせるなど、家業に大いに貢献して来た。桑原和人から未来の夢を尋ねられた際答えに窮して咄嗟に「宝塚目指してんねん」と出まかせを言い、引込みが付かなくなってタカラジェンヌを目指す。昭和41年春、悪戦苦闘の末「宝塚音楽学校」に合格したが、卒業記念公演の後夢の中で"天の声"を聞き、歌劇団には入団せず家業のパン屋を継ぐ道を選んだ。昭和45年、母が創業した「喫茶シャトー」を改装して"喫茶店があるパン屋"「ベーカリーてるてる家族」をオープンさせた。毎年大晦日、家族が「NHK紅白歌合戦」を見ている隙にお節料理をつまみ食いする習慣がある。料理は照子に習ったのか、どうしても塩辛くなってしまう。
宝塚音楽学校の二次試験のバレエの演技中、失敗しても凍り付いた笑顔で演じ続けたが、このエピソードはフィギュアスケート選手で、札幌オリンピックのフリー演技で尻餅をついても笑顔で演技し続け銅メダリストとなったジャネット・リンを彷彿とさせる。
なかにし礼夫人の石田ゆりがモデル。
衣装のイメージカラーは冬に舞い積もる雪の白色。
岩田 春子（いわた はるこ）→ 岡谷 春子（おかや はるこ）
演 - 紺野まひる（幼少時代：大島正華、少女時代：滝裕可里、スケートシーン：柳谷明音、竹内千晃、今川知子）
岩田家の長女。昭和21年春池田生まれ。小学校3年生の時からフィギュアスケートを習う。天性の努力家で照子の大きな期待を背負う。強力なライバル達にどうしても勝てず、急性肝炎で4か月のブランクを余儀なくされるなどの苦難も乗り越え、スケート選手としての才能を開花させた。昭和41年「同志館大学」に入学し、グルノーブル・オリンピックへの出場を目指す。その後は更に実力を上げ、五輪出場選考会も兼ねた第34回全日本フィギュアスケート選手権で3位に入賞して出場権を獲得。五輪大会での成績は26位だった。大会後選手を引退し、昭和45年に先輩の岡谷信夫と結婚し、第148回時点では妊娠3か月だった。
中学生時代の冬子が「頑張れるものがない」と嘆いた時、「自分の太陽は、きっと…自分の中にしかあらへんもんなんやわ。どんなに小さくっても…どんなに弱々しくっても、一つしかあらへん」と語った。
石田治子がモデル。
衣装のイメージカラーは春の桜、花々の淡いピンク〜赤色。
岩田 夏子（いわた なつこ）
演 - 上原多香子（幼少時代：中村愛、少女時代：櫻谷由貴花、スケートシーン：藤原佳子、宇野久美子）
岩田家の二女。昭和22年夏、佐世保市で難産の末に生まれた。生後2ヶ月で急性肺炎に罹り危篤に陥ったが、米海軍病院でハリー医師からペニシリンの投与を受け、九死に一生を得た。類希なる美貌と華やかさを持ち、姉と共にスケート選手を目指していたが、昭和34年田中コーチの勧めでフィギュアスケート全日本ジュニア選手権に出場し、最年少ながら最高点となる。しかし、年齢制限を満たさない「参考出場選手」だったため"順位"は付かず、ショックでスケートへの興味を失う。そんなある日大会での彼女の演技を見た「梅田グランド劇場」の責任者である斉藤からスカウトされて芸能界入りした。昭和39年冬、レコード歌手を目指して上京し、斉藤家で暮らす。昭和41年に「いわたなつこ」の芸名で「ネエ、聞いてよママ」を吹込み、ようやくレコードデビューを果たすが売れず、その後もヒットに恵まれなかった。社長の青田の提案でレコード会社を移り、移籍後3曲目の「ブルー・ライト・ヨコハマ」がミリオンセラーを記録。終にスター歌手の座を射止め、昭和44年紅白歌合戦への出場も果たした。好物はサバ料理で、タコが嫌い。
歌手のいしだあゆみ（石田良子）がモデル。
衣装のイメージカラーは夏の晴れ渡る海空の明るい青色。
岩田 秋子（いわた あきこ）
演 - 上野樹里（幼少時代：釜口茅耶子、少女時代：足立悠美加）
岩田家の三女。昭和23年秋池田生まれ。成長後は四姉妹の中で一番背が高い。勉強好きで岩田家きっての秀才だが、同時に"変人"で中学校3年時、将来の夢を尋た母に「激しい情熱を持ちながら、普通に生きてみたいねん」と熱く語り、「あの子は、ちょっとおかしい」と嘆かせた。なぜかその頃から、ムシャクシャした時にはマンボを踊って憂さを晴らすようになった（ちなみに第50回に彼女が物干し台でマンボを踊り、「ハァ〜 ウッ！（雨？）」と叫んだ途端雨が激しく降り出し、慌てて洗濯物を取り込むシーンがあった）。
米原恭司の影響でシュルレアリスムに傾倒するなど、芸術家肌の一面も持つ。
小学校4年生時の昭和33年に即席ラーメンを開発中の安西千吉と偶然出会う。試作品を食べた後彼の研究小屋を見学し、苦労話を聞くうちに「何や、お茶の水博士みたい」と彼に心酔し、以後仕事を手伝う。照子に露見して通うことを禁じられると家出して、6日間安西家に住み込んで「ニコニコめん」の商品化に至るまで協力した。
理工系科目への興味が強く、昭和42年「北摂大学」理学部に入学後は「うそ発見器」の制作、「目覚まし装置」を発明するなど、リケジョぶりを発揮した。また、当時流行のミニスカートを穿いて父の春夫を困惑させる。
4年生時に新商品カップ麺を開発中の千吉と再会し、協力を申し出た。フリーズドライ乾燥法を実用化させ、具材のエビに「プーバラン」を選ぶなど、商品の完成に大貢献した。その開発過程で遺伝子に興味を持ち、卒業後は「池田食品」へ入社するよう社長に誘われたが、熟考の末断って分子生物学研究のため米国の大学へ留学した。
衣装のイメージカラーは秋の木々に萌える山吹色（ただしヤマブキの開花期は春である）。
岩田 照子（いわた てるこ）
演 - 浅野ゆう子
春男の妻で、4姉妹の母。福岡出身。楽天家で金の匂いに敏感。思い立ったら猪突猛進する肝っ玉母さん。戦死した婚約者の上官、小山少佐の紹介により太平洋戦争末期に陸軍少尉だった春男と見合いをして結婚した。結婚後は大阪弁で話すようになった。春夫から銀行を辞めたいと相談された時は猛反対したが、パン職人を目指すと聞くや一転して大賛成した。昭和28年夏、持ち前の決断・行動力でテレビジョンが見られる店、「喫茶シャトー（Château）」（城を意味するフランス語だが、彼女は英語だと思っている）を開業して大繁盛させる（後に東京オリンピック合わせてカラーテレビに買い替えた）。それに目を付けた洋菓子屋の高木の誘いに乗って「梅田リンク店」を出店。しかしこちらは立地はいいものの平日は客入りがなく、春子のオリンピック出場を機に手放した。春子と夏子の才能に大きな期待を懸けて、二人を精神的に追い詰ることもあった。冬子が「岩田製パン」を継ぐと決意した際は彼女の熱意に敗けて応援した。料理はカレーとうどん以外作ったことがなく、家事一切を弘子に任せて来た。その後弘子に料理を習うが全然上達せず、塩辛い味噌汁で岩田家を震撼させた。
願い事がある時は、二階の物干し台にてるてる坊主を吊るして願を掛ける習慣があり、それは冬子に引き継がれる。
本作の主人公のモデル石田ゆりなど四姉妹の母、石田久子（1923年-2010年）がモデル。
岩田 春男（いわた はるお）
演 - 岸谷五朗（一人二役）
照子の夫で、4姉妹の父。「昭和信託銀行」の行員だったが、戦時中は「鉄砲撃つのが嫌で」との理由から必死に勉強して陸軍経理学校を受験し、内地勤務の主計将校になった。戦争末期の空襲下で照子と結婚。戦後は銀行に復職したが、勤務態度に問題があり、上司から睨まれていた。そんな折大口顧客に現金を届けに行かされたが、大金を「こんなちんまい金」と呼んで粗雑に扱う客の態度見て仕事に嫌気が差し、翌日突然退職した。昭和21年10月、母方の叔父・文治を頼って妻子と共に佐世保へ移る。文治が勤務するGHQのパン工場「CAMP SASEBO BAKERY」で責任者のデービッドからパン作りを一から習い、彼から天性の感があると褒められた。昭和23年夏修行を終えて帰阪し、サカエ町商店街にある自宅敷地内に「岩田製パン」（当初は「岩田製パン店」）を開業した。冬子の手伝いもあって漸次事業を拡大して行ったが、中学校の給食パンの仕事を他社に奪われ窮地に陥る。起死回生策として冬子が「モチモチパン」を考案すると、彼が一工夫加えて餅が膨らんだイメージで作った。その結果てるてる坊主のような形になり、冬子が「てるてるパン」と命名し大ヒット商品なった。しかし大手製パン業者との価格競争に敗れて職人もすべて去り、先はないと悟って廃業を決意。冬子が突然後を継ぐといった時には「お前に製パンは教えてやらへん！」と猛反対した。
争い事が嫌いなおっとりした性格で、家族思いの良き一家の主だが、ヨネや照子からはしばしば「あかんたれ（意気地なし）」と言われている。
岩田 ヨネ（いわた よね）
演 - 藤村志保
旧姓は藤井。春男と滝子の母で、4姉妹の祖母。夫に先立たれた後は簡単に死んでしまう男を頼らず、金だけを信用して再婚しなかった。昭和6年に自宅で「いはた鍼灸院」を開業し、女手一つで春夫と滝子を育てた。夫が生前に春夫のために買って来た電車のおもちゃを葬儀後に泣きながら漬物石で壊し、以後泣いたことはない。嫁の照子には厳しく接するが、彼女の行動力には一目置いている。孫たちにお年玉を与えない主義だが、夏子が歌手を目指して東京へ旅立つ前夜の祝いの席で、「中身を稼ぐのが岩田家の女や」と言って財布をプレゼントした。冬子が夢を見つけられず悩んでいた際には、「その内ちゃんと自分に合うてる事が分かって来るもんや。人の人生には、自然に備わってるツボいうもんがあってな。そのツボ、見つけたらよろしいんや。」と助言した。
昭和41年4月、食卓で突然腹痛を訴える。病院へ行くことを拒んだが、春夫などの説得で池田市民病院に検査入院した。翌日開腹手術を受けたが既に手の施しようがなく、それから約1か月後に他界した（病名は明かされなかった）。
死後は幽霊となって仏壇に現れ、照子を脅かす。他の家族の前にも現れるが、なぜか春男にだけは見えない。米食主義者でパンは一切食べなかったが、実は春夫が作る酒種を使ったあんパンが好物だった。幽霊となっても照子が仏壇に供えたてるてるパンやすき焼を食べていた。
岩田 長介（いわた ちょうすけ）
演 - 岸谷五朗（一人二役）
春夫の父で彼に瓜二つ。4姉妹の祖父。電鉄会社の池田車庫に勤めていたが、会社が「梅田百貨店」を開業すると、そのレストランに出向となった。そこで提供するカレーライスの味を自慢にしていたが、春夫が6歳の時急病のため39歳で早世（病名は不明）。ヨネが死んだ際雲の上で出迎え、共に「Save the Last Dance for Me」を唄い華麗に踊った。
岩田 滝子（いわた たきこ） → 白石 滝子（しらいし たきこ）
演 - 山崎千恵子（女学生時代：大西麻恵）
春男の妹で、4姉妹の叔母。昭和21年当時は女学校に通っていたが、春夫達が佐世保から帰阪した頃には既に卒業して別居していたと思われる（結婚時期や相手は不明）。後年ヨネが死の床についた際、駆け付けられない夏子になりすまして声をかけるよう冬子に頼んだ。冬子は悩んだ末引受けたが、ヨネに見破られ失敗に終わる。再登場時は豪華な真珠のネックレスを着用していた。
川島 弘子（かわしま ひろこ）→ 松本 弘子（まつもと ひろこ）
演 - 森口博子
照子の遠縁。家族を失って岩田家に引き取られ、18歳の時から住み込みで働いて来た。梅田店との往復で家を空けがちな照子に代わって本店を切り盛りしながら家事一切を担い、四姉妹からは「弘子姉ちゃん」と呼ばれ慕われているが、姉と言うより母親の役割を果たして来た。好意を寄せていた吉野恒夫の結婚後に照子の勧めで地元の村田弁護士と見合いをしたが、岩田家を離れたくないため縁談を断る。その意味を勘違いした秋子が冬子を動かした結果、隣家の本屋・松本勘助からプロポーズされて電撃結婚。その後も「喫茶シャトー」を手伝ったり、「岩田製パン」で冷凍冷蔵庫を導入した際に資金援助するなど、岩田家を支え続けた。
小林 静子（こばやし しずこ）→ 吉野 静子（よしの しずこ）
演 - 田島寧子
春男と家族が佐世保で世話になった小林家の長女。昭和28年照子の誘いで来阪。「喫茶シャトー」の給仕となり、岩田製パンの手伝いもした。弘子と同様四姉妹から慕われる。大阪に来てからも常に佐世保弁で話していた。昭和40年、入院中の父母の世話をするために実家に戻り、相思相愛となっていた「岩田製パン」の吉野恒夫と佐世保で結婚。
岡谷 信夫（おかや のぶお）
演 - 川岡大次郎
春子の大学の先輩でアイスホッケー部所属。昭和40年、春子が初めて国体に出場した際の演技を見て一目惚れした。翌年4年生の時（当時副部長）、部の練習で「梅田スケートリンク」へ行った際に再び春子を見かけ、思い切って話しかけたが怒らせてしまう。翌日一人で現れて謝るが無視され、その直後「君が好きやね〜ん！」とリンクの端で愛を叫び、彼女と交際を始めた。卒業後は大阪の出版社に就職し、昭和45年に春子の卒業後結婚した。
二人の関係は岩田家の両親には秘密だったが、春子の行動を怪しんだ照子は冬子に尾行を命じ、冬子は秋子を誘ったが、直ぐに春子にバレた。春子は妹達を岡谷に引き合わせた上揃って彼の車に乗って姫路の動物園へ行き、3人でデートを楽しんだ。帰宅後照子から結果報告を求められた冬子は、春子が一人で動物園に行って動物と話していたと口を滑らせる。その動物は何かとさらに追及する照子に咄嗟の機転で「キツネザル」だったことにして誤魔化した。

### 岩田製パン
大平 辰造（おおひら たつぞう）
演 - でんでん
工場長（こうばちょう）。昭和23年、闇市でコーンミールを使った粗悪だが美味しいパンを売っていた際に照子と出会う。強引にスカウトされ、創業期から工場を支え続けて来た。行方不明の妻と娘を捜していたが、酒癖が悪く以前はしばしば妻に暴力を振っていた。冬子の努力で娘と再会し、彼女の頼みで妻と離婚した。高齢を理由に昭和39年末で工場を退職して調理学校の製パン技術指導者となったが、昭和43年、父の反対を押し切ってパン職人を目指すことにした冬子の頼みで工場に戻って来た（その時はちょび髭を生やしていた）。作業の省力化のため業務用冷凍冷蔵庫の導入を提案。その結果早朝から焼き立てのパンを出せるようになり、冬子とタッグを組んで廃業寸前だった「岩田製パン」を復活させた。更にデニッシュとクロワッサンの販売を成功させるなど、最古参の職人ながら業界の最新情報に通じており、「岩田製パン」を益々発展させた。
伊藤 喜介（いとう きすけ）
演 - 有薗芳記
昭和25年から勤務するパン職人。陽気な性格で義理堅い人情家。「イースト隊の」ギター担当で、ばいきんまんをイメージした「イースト菌の歌」を作った。昭和39年末に退職し、妻の実家の（文具店）で「ベーカリーきすけ」を開業した。「岩田製パン」を去る際に砕いたコーンフレークスを塗してサクサク感を付けた改良版「てるてるパン」を作って置き土産とした。それは膨らんだ頭部に顔が書かれ、ベレー帽を被っていた。帽子の色はピンク、青、山吹、白の4種類で岩田家四姉妹をイメージしており、中身はそれぞれ大福餅、クリームチーズ、ダイスカットしたサツマイモ、そして磯辺餅。
「ベーカリーきすけ」は後に「岩田製パン」の一同から「てるてる家族２号店」と呼ばれたが、彼はそれを否定し「てるてる家族喜介店」だと主張した。
吉野 恒夫（よしの つねお）
演 - 松尾敏伸
昭和27年から「岩田製パン」に勤務するパン職人。農家に生まれ、戦後は職を転々としていたが、春男に出会って「世の中捨てたもんではない」と考える。冬子が伝書バトを使った学校でのパン販売作戦を計画した際には、春夫や他の職人達に内緒で協力した。後に静子と懇意になり、昭和40年、佐世保の実家に戻る静子と結婚するため、「岩田製パン」を退職。その後は妻と共に春夫の叔父の文治が経営する「バーガーショップ 空天歌」で働いている。
森下 一平（もりした いっぺい）
演 - 尾上寛之
昭和28年春に「岩田製パン」に採用されたが、いつの間にか姿が消えた。後日工場内での会話で、配達要員となるべく自動車運転免許を取らせてもらった挙句、工場のバタコ（オート三輪）を無断で運転して壊し、行方をくらませたことが語られた。

### サカエ町商店街
松本 勘助（まつもと かんすけ）
演 - 桂小米朝
古くから岩田家の隣で「松本書店」を営む。"立ち読み厳禁"だが常連の秋子には甘く、立ち読みを許す代わりに店番をさせている。結婚後間もなく妻が病死。店にやって来る野良の三毛猫（雌雄は不明）を「奥さん」と名付けて飼い始めたが、昭和36年に病死。以後は猫を飼わず、密かに弘子に想いを寄せていた。それに気づいた秋子と冬子の動きにより、昭和43年弘子に電撃プロポーズして結婚した。
寺井 敏也 （てらい としや）
演 - 九十九一
「寺井理髪店」を営む。妻といつもにぎやかに喧嘩をする。
寺井 都子（てらい みやこ）
演 - 紅萬子
敏也の妻。子に恵まれず、岩田家の四姉妹を我が子のように見守っている。
萩原 肇（はぎわら はじめ）
演 - ほんこん
「萩原電気商會」店主。照子にテレビジョンを販売し、それを期に「喫茶シャトー」の常連となる。いわゆる"金棒引き"で、あちこちに首を突っ込んでは街の噂を言いふらしている。その後趣味が高じてたこ焼き屋になった。劇中に妻子は一切登場しないが、第110回での寺井夫妻との会話から、少なくとも妻がいることが判明。冬子の卒業公演を観て以来宝塚ファンになった。
石川（いしかわ）
演 - 桂米朝（声のみの出演）
池田駅前の写真屋。岩田家が毎年正月に家族写真を撮りに来る。
石川の助手
演 - 萩原宏紀

### 桑原兄弟と木塚兄弟
桑原 和人（くわばら かずと）
演 - 錦戸亮（少年時代：米田良）
三兄弟の末っ子。昭和33年頃から家族のために「岩田製パン」にパンの耳をもらいに通っていたが、ある時冬子に家まで尾行されて強引に友達にさせられた。父の死により、政也とともに香川の母方の伯母の許に預けられ冬子と離れ離れになったが、以前冬子が「喫茶シャトー」のかき氷を差入れに行った際、彼女が忘れていったガラス容器をその後も宝物として持ち続けている。昭和39年、就活で大阪を訪れた際に春夫と出会い、「岩田製パン」で住込みで働きながら工業高校の夜間部に通った。卒業後は父のように自動車工場で働くことが夢だったが、採用試験の結果はすべて不採用となった。そして「岩田製パン」から中学校の給食の仕事を奪った東京の大手製パン会社（岩田工場）にのみ経験を飼われて合格し、昭和43年「岩田製パン」を去った。しかし製造が機械化された工場ではこれまでの経験がまったく生かせず、味も「岩田製パン」の製品より格段に劣っていたため、転職したことを内心後悔する。その最中に政也が起こした窃盗事件のためヤクザから追われる身となり、木塚兄弟を伴い恒夫を頼って佐世保へ逃れ、黒島の旅館「あさつき」に住込みで働く。事件解決後は池田に帰って岩田製パンに復職した。やがて冬子と両想いになり、昭和45年、浪利のアドバイスで「Only You (And You Alone)」を歌い、大胆な愛の告白を行った。
桑原 賢作（くわばら けんさく）
演 - 阪本浩之
和人の長兄で強面（こわもて）。池田で父と二人の弟と共に4人で暮らしていた。近所の自動車工場に勤務していた父は怪我のため解雇され、酒に溺れていた。強面で喜介によれば「愚連隊」とのことだったが、大して悪人でもなく、冬子によると「見かけはちょっと怖いけど、ほんまは優しい人」。昭和33年、パンの耳の礼を言いに弟達を連れて「喫茶シャトー」を訪ねた際、以前同店で食い逃げしたことを自白・謝罪し、代金を支払った。その義理堅さに感心したヨネの誘いで「岩田製パン」で働くことになり、黒い交友関係を断って真面目に勤務した。手先が器用で、冬子のためにハト小屋を作った。程なく父が死に、家賃を滞納していたため借家を追い出され、弟二人を香川の伯母の許に預けて「岩田製パン」で住込みで働くことになった。しかし弟達への資金援助のため一攫千金を狙って博打に手を出し、散々負けた挙句賭場の金を盗んで逃げた。後年和人の口から、病死したとが語られた。
桑原 政也（くわばら まさや）
演 - 中村健（少年時代：宍戸佑輔）
和人の次兄。怠け者でいつも和人をど突いて扱き使っていた。貧乏暮らしに辟易しており、伯母に預けられることになった際、賢作に「どないする気や？金あらへんかったら、どうしようもあらへんやろが！」と喰ってかかり、彼が博打に手を出す原因となった。後に伯母の許から広島に移り、建築会社で臨時工として働いていた。昭和43年、ビル建築工事の現場で同僚の木塚が事故死したため、彼の遺児を引き取った。勤務先の元請会社の社員に唆されて、「同志（協力者）」を募って会社の裏金を盗む。昭和43年暮れに「岩田製パン」を訪ねて和人の住所を聞き出し、再会した。その際蒸発した母親を捜す間と言って木塚兄弟の世話を頼み、盗んだ金の山分け金20万円を「この子らの親父がこの子らのために一生懸命貯めてた金や」と偽って託した。しかしヤクザに捕まり和人の居所を教えた結果、ヤクザがアパートや勤務先にも押しかけ、その結果和人は無断欠勤で解雇された。米原の説得により警察に自首し、一連の問題は収束した。
初登場時は肥満児だったが、再登場時は痩せていて岩田家の一同を驚かせた。
木塚 拓夫（きづか たくお）
演 - 森田直幸
政也が世話になった同僚の遺児。政也によって和人に預けられたが、感謝するどころか迷惑がって憎まれ口を叩く。疑り深く、和人と冬子が与えた食べ物は先ず自分が毒見してから弟に与えており、冬子が料理本を見て作った塩辛い料理を毒見した際は弟に「食うな！ 腐ってる！」と言った。和人に対し「何のために勉強すんのや？勉強してあんたは幸せになったんか？」と絡んでいたが、米原との出会いを切っ掛けに和人から勉強を教えてもらい、冬子の怪しい手料理も一応警戒せずに食べるようになった。その矢先和人のアパートがヤクザに突き止められ、和人に連れられて佐世保へ逃れた。政也の自首後、米原の依頼で駆け付けた村田弁護士に保護され、弟と共に養護施設に預けられた。その後の兄弟の消息は不明。佐世保で和人と別れた際には「にいちゃん！ …俺な、にいちゃん見てて、勉強しよ思た！」と語った。
木塚 光樹（きづか みつき）
演 - 金崎由名来
拓夫の弟。幼い分兄の様に捻くれていない。絵が好きで、冬子に連れられて来た米原の前で伸び伸びとクジラの絵を描いて絶賛された。

### 佐藤家
佐藤 通夫（さとう みちお）
演 - 大村崑
建設会社を経営し、五月山の豪邸に住む。「岩田鍼灸院」の常連客。息子夫妻は共に海洋学者でロンドンを拠点に活動しているため寂しい思いをしている。そのため岩田家を暖かく見守りつつも、羨ましく思う。後に若い頃抱いた文学への夢を思い出し、「道頓堀川散歩」のペンネームでSF小説「宇宙から来た孫」を執筆して自費出版した。
佐藤 浪利（さとう なみとし）
演 - 杉浦太陽（少年時代：矢本悠馬）
ロンドン生まれ。通夫の孫で冬子と同い年。自称"浪速の利益ことローリー"。昭和32年の暮れに両親の許を離れて来日し、祖父通夫の屋敷で暮らす。富豪のボンボンだが心根は優しい。長年冬子に想いを寄せるも冷たくあしらわれ続ける。昭和41年頃から秋子に心変わりし、北摂大学に進学した彼女を追って同大経済学部に入る。学友の浜口・川辺と共にフォークソングのグループを結成し、連日「喫茶シャトー」で演奏して好評を博した（冬子は「商売の邪魔」と迷惑がった）。その後レコード会社からスカウトされ、グループ名を「ローリー・ストーンズ」から「白い鳩」に改め、自作曲「この宇宙の果てで」でレコードビューを果たした。昭和44年アポロ11号が月に着陸した際、一緒にテレビを観ていた通夫から「お前な、人間やないねん。宇宙人や」と言われて悩むが、後日それが通夫の小説のネタだったと知った際、「僕の、アイデンティティが…崩れる…」と嘆いた。
お手伝いさん
演 - シャナズ・ラクシャニ
ラテンな乗りのお手伝いさん。冬子のピアノの練習に着いて来た秋子と共に踊る場面があったが、同時期に秋子が突然マンボに嵌った事との関連は不明。

### 安西家
安西 千吉（あんざい せんきち）
演 - 中村梅雀
「池田食品」創業者。戦後の焼け跡でラーメンの屋台に列を作る人々を見て、「人類は麺類、麺類こそ人類を救う」と確信し、即席麺の開発を志す。国産小麦では作れないパンを嫌い、家族にもパン食を禁止していた。スープは完成したが麺の乾燥方法で行き詰まっていた昭和33年のある日、兄の命令で鶏を盗むため侵入した和人と遭遇。彼を追って来た秋子、冬子と出会い、彼らに試食を頼んだ。その後三人を案内して研究室（小屋）を見学させた。秋子は彼を「博士」と呼んで虜となり、毎日彼の許へ通うようになった。ある日様子を見に訪れた冬子が手土産に持って来たパンの耳の油揚げに閃きを得て、終に乾燥麺の開発に成功した。冬子から秋子の居場所を聞き出した照子がやって来て、「あなた方、人の大事な娘に"こんなもん"食べさして！」と猛剣幕で捲し立てた上秋子を連れ帰ると、「パンばっかり毎日食べてるからああなるねん！」と照子を麺類の敵として憎む。翌日家出して来た秋子の協力を得て即席麺を商品化し、「ニコニコめん」と命名して大々的に発売した（照子との確執も治まった）。
安西 節子（あんざい せつこ）
演 - 堀ちえみ
千吉の妻。献身的に夫の商品開発を支える。秋子の滞在中は彼女を実の娘の様に可愛がった。
安西 麻紀（あんざい まき）
演 - 清水花菜
千吉と節子の長女。
安西 史郎（あんざい しろう）
演 - 赤阪凌
千吉と節子の長男。

### 米原家
米原 恭司（よねはら きょうじ）
演 - 近藤芳正
市内のアパート「清礼荘」に独りで暮らす謎の男。昭和38年「松本書店」で秋子と出会った当時はシュルレアリスムに傾倒し、パブロ・ピカソと岡本太郎をこよなく愛していた。「喫茶シャトー」に来店時に無断で秋子の肖像画を描いた、それはピカソの「泣く女」のように顔が崩れていて弘子と冬子は怒ったが、秋子は「素晴らしい絵や」と感激し、彼に心酔する。彼の居所を偶然知って訪ねて来た秋子と芸術談義を通じて更に親交を深めるが、彼には秘密があった。実は少し前まで東京の自動車販売店の販売員だったが成績は悪く、満員電車に乗って家と会社を往復し、スモッグで汚れた空気の中で自分には買えない車を売り歩く日々にウンザリして、職場と家庭を捨てて独り池田に逃げて来たのだった。ある日秋子が冬子と浪利を連れて彼の部屋へ遊びに行った際、東京から訪ねて来た彼の妻子が帰るところに遭遇した。恭司は秋子達に暗い過去を告白し、一同にショックを与えた。そして妻が置いて行った8㎜のフィルムを観ると、それは昨年のクリスマスに彼が妻子を撮影した懐かしい映像だった。見終った後直ちに妻子とやり直すことを決め、これまで描き貯めた絵画をすべた焼き捨てて帰京した。
それから4年後、家族を再建して妻子を伴って大阪に移住したが、その時はシュルレアリスムとは決別して児童向け絵本作家になっており、秋子は残念がった。昭和45年、浪利の助言と秋子の協力により、冬子と和人を主人公にした絵本「パンの耳ください」を出版した。
米原 幸子（よねはら さちこ）
演 - 出口結美子
恭司の妻。「清札荘」を訪れた際、恭司の持ち物だった映写機と、彼が撮影した家族の思い出のフィルムを置いて帰る。その後恭司と和解し、来阪後梅田で洋品店を開いたらしいが、まったく登場しない。
米原 京子（よねはら きょうこ）
演 - 金城優花
恭司と幸子の娘。父と共に足繁く「喫茶シャトー」を訪れる。

### ご近所
中村（なかむら）
演 - 北野誠
春男の小学生時代の同級生で、いつも春夫を虐めていた。その後はまったく付合いがなかったのに、「喫茶シャトー」オープンの日、開店前の準備中に突然チンピラの様な風体で現れて、何も注文もせず他の客よりも先にテレビジョンを見せろと恫喝した。照子が頑として拒むと、春夫に「お前とは絶交じゃ！」と吐き捨て、それきり姿を現さなくなった。
老女
演 - 小笠原町子
千吉と節子が売っていた「ニコニコめん」を試食し、笑顔になる様子がテレビのニュース番組で放送される。
岩瀬 かおる（いわせ かおる）
演 - 真矢みき
室町で浄瑠璃を教える妖艶な女性。プレイボーイの夫に散々泣かされた上に先立たれたため、「一度泣かす方になってみたかった」という理由で春男を誘惑するが、以前から言い寄られていた「池田市民病院」の藤原医師と再婚した。
村田 敏司（むらた としじ）
演 - 腹筋善之介
大企業を敵に回して弱者を助ける熱血弁護士。なぜかスキンヘッド。弘子と見合いをして断られたが、その結果弘子と勘助の結婚のきっかけを作った。政也が警察に自首した際、米原の依頼で弁護人を引き受けた。萩原のたこ焼き屋の常連。
佐々木（ささき）
演 - 佐々木正典
「寺井理髪店」の客。仲良くするためには相手のことを分かってあげなければならないという話から「照子は春男に気を遣っているか」と都子に訊かれて答えに困った寺井から同じ質問をされる。

### 池田市立栄町中学校
川上 敦子（かわかみ あつこ）
演 - 大沢あかね
冬子の同級生で親友。
小倉（おぐら）
演 - 白川明彦
同校教諭で冬子のクラスの担任。冬子が昼休みに校内でパンを売る現場を目撃して岩田家に連絡を入れ、冬子の計画が春夫に露見した。
市川（いちかわ）
演 - 小松健悦
同校校長。小倉教諭からの報告を受け、謝罪に訪れた春夫に「岩田製パン」で正式にパンを納入して欲しいと依頼した。
清水（しみず）
演 - 吉田勝浩
冬子の同級生の男子。
西山（にしやま）
演 - 野田裕成
冬子の同級生の男子。本人によると冬子とは成績ビリを競っている仲。

### 池田市民病院
藤原（ふじわら）
演 - 福田転球
内科医。照子が胆石症で入院した際の執刀医。なぜか春夫に対し冷たい。岩瀬かおると結婚した。
久世（くぜ）
演 - 絵沢萠子
看護婦長。熱心な宝塚ファンで、いつも「すみれの花咲く頃」を口ずさんでいる。冬子が宝塚を目指す最初のきっかけを作った。

### フィギュアスケート関係
稲本 栄子（いなもと えいこ）
演 - いしのようこ
大阪市出身。福島の師匠だが、春子の才能とやる気を認め、照子の依頼で月に5日間梅田に来て春子のコーチを引き受ける。指導は極めて厳しく、レッスン中は竹刀を手にしている（食時中でも姿勢が悪いと竹刀で叩く）。
田中 幸司（たなか こうじ）
演 - 樋口浩二
春子と夏子をのスケートコーチ。稲本の厳しいレッスンを見て春子を気の毒がるが、照子から春子のレッスンを稲本流にやってくれと頼まれ、竹刀を持つようになった。大学時代の先輩辰子を手伝って梅田の歌声喫茶で歌唱指導をしているが、春子によると凄く下手くそらしい。
福島 美希（ふくしま みき）
演 - 芹澤侑子（少女時代：平田華子）
東京出身のスケート選手で春子の最大のライバル。日本最大手の化粧品会社「鐘生堂」の社長の娘。スケート場を貸切りにして稲本から英才教育を受けている。体力の限界を感じ、グルノーブルオリンピックの少し前に引退した。
井上 町子（いのうえ まちこ）
演 - 高田明日美
全関西選手権の出場者。成績では夏子についで2位だったが、夏子が参考出場者であったために優勝した。
大橋 久仁子（おおはし くにこ）
演 - 白崎あゆみ
稲本門下のスケート選手。福島美希と並ぶ春子の強力なライバル。大阪の呉服商の娘。同じく大阪出身の春子と木下豊美と共にグルノーブルオリンピックに出場し、「銀盤のいとはんトリオ」と呼ばれた。
木下豊美
演 - 北村綾子
大阪市出身のスケート選手。
栗野 葉子（くりの ようこ）
演 - 有川梨絵
大阪出身のスケート選手。五輪出場の選考会を兼ねた全日本フィギュアスケート選手権に出場し、春子などと競った。
スケート選手
演 - 柴田宏美
全日本スケート選手権の出場者。規定では5位。
篠原 敬子（しのはら けいこ）
演 - 藤原佳子
全日本スケート選手権の出場者。中学生。規定では4位。

### 芸能界関係
斉藤 忠之（さいとう ただゆき）
演 - 伊藤正之
「梅田グランド劇場」の運営責任者。夏子の芸能人としての才能を見出しスカウトした。その後東京の「青田プロダクション」に移ってマネージャーとなり、夏子をスターに育て上げる。
プロデューサー
演 - はりた照久
「梅田グランド劇場」の現場責任者。
竹中（たけなか）
演 - 鍋島浩
「梅田グランド劇場」の演出家。
ピアノ伴奏者 / 振付師
演 - 今出哲也 / 城華阿月
「梅田グランド劇場」所属。
西山（にしやま）
演 - 中村育二
東京のレコード会社のディレクター。青田によると批評は辛口だが、昭和38年暮れに斉藤と共に訪れた梅田の「歌声喫茶やまびこ」で夏子の歌唱力に太鼓判を押し、彼女の東京行きが決定した。
青田 慶彦（あおた よしひこ）
演 - ミッキーカーチス
「青田プロダクション」社長。斉藤のマネージャーとしての手腕を高く評価し、所属の夏子を積極的に支援する。照子に通じる楽天家。
テレビ局のディレクター
演 - なべおさみ
夏子が出演したバラエティー番組を担当。上京したばかりの夏子を散々虐めたが、「ブルー・ライト・ヨコハマ」が売れ始めると態度が豹変した。
南 伸介（みなみ しんすけ）
演 - 三波伸一
全国ネットのバラエティ番組を持つ売れっ子コメディアン。夏子と共演した際、彼女の演技の間の悪さに激怒した。
サトコ
演 - 辻美奈子
夏子がテレビCMに初出演した際にメイクを担当した。

### 宝塚音楽学校関連
山岡 珠実（やまおか たまみ）
演 - 植野葉子
「たまみバレエ教室」の経営者。宝塚歌劇団出身。ヘルニアで池田市民病院に入院した折に久世婦長に世話になったことがある。彼女の紹介でやって来た冬子に対し、「（宝塚受験は）まず無理やね」と言ったが、レッスンは引受けた。冬子から陰で「鬼珠」と呼ばれる。
坂本 昭彦（さかもと あきひこ）
演 - キダ・タロー
冬子の声楽の先生。岩田家にはピアノがないため、佐藤家に出張レッスンをする。
立川 麻子（たちかわ あさこ）
演 - 木内晶子（歌唱シーン：光月るう）
冬子の同期。成績優秀な男役候補で冬子たちのリーダー的存在。冬子が歌劇団には入らず家業を継ぐと言った際には飽きれたが、卒業式の後同期生達と共に冬子にエールを送り、「トップスターのパンを作るんだよ」と言った。
吉沢 理江（よしざわ りえ）
演 - 橘実里（歌唱シーン：羽咲まな）
冬子の同期。東京の蕎麦屋の娘。反対する親を口説き落として入学したが、自信を失って退学しようと悩む。同期生達の励ましで再起し、無事卒業して宝塚に入団した。
井口 恵美子（いぐち えみこ）
演 - 堀朱里
冬子の同期。麻子と並ぶ優等生で娘役候補。言葉のきつい麻子をフォローする。
同期生
演 - 菅由紀子、山本真由美、南山千恵美
冬子の同期生。
安達 京子（あだち きょうこ）
演 - 竹中絵里
冬子の入学時の本科生で冬子の憧れの的。彼女が差し入れたパンを気に入り、引き続き届けるよう暗に要求した。幼い頃から優等生として育ってきたため、奔放な冬子に憧れのような感情を抱く。
予科生
演 - 保田美帆
昭和42年4月時点での宝塚音楽学校の予科生で。冬子たちの1期後輩。冬子曰く「私のような生徒」。同期生の中での成績は悪いが、冬子から「ダメでも明るく」とアドバイスされ、彼女に憧れを抱くようになる。
講師
演 - 恋塚ゆうき
声楽講師。文化祭の前に理江の努力を評価して、全員によるコーラスとは別の曲の担当に麻子と共に彼女を抜擢した。
講師
演 - 金谷克海
演劇指導を担当。
講師
演 - 木戸悠佳
バレエ指導を担当。
講師
演 - 久野麻子
バレエ指導を担当。うまく踊れない冬子を咎め、このままだと落第することもあると忠告する。翌日、同期生たちに教えられて少し上達した冬子を褒める。
講師
演 - 内山欣子
筝曲指導を担当。
講師
演 - 堀川美和
バレエ指導を担当。
講師
演 - 筒井康隆
文化祭の歌唱指導を担当。
演出家
演 - 門田裕
歌劇団の演出家で。文化祭（卒業記念公演）のために歌劇団から招かれ、厳しい指導で生徒達を震え上がらせた。
入試面接試験担当者
演 - 結城市朗、佐藤浩、東山千恵子
冬子が受験した際に面接を担当した。
その他の宝塚音楽学校生
演 - 宝塚歌劇団宙組（和涼華、遥海おおら、綾花ちか、鮎瀬美都、聖野花珠、天河佑斗、草凪萌、八雲美佳、早霧せいな、華凛もゆる、朋夏朱里、美牧冴京、花影アリス、葉室ちあり、春風弥里、花露すみか、真央あきと、綾音らいら、蓮水ゆうや、鳳翔大、麻音颯斗、舞姫あゆみ、暁郷、香翔なおと、妃宮さくら、白峰さゆり、萌野りりあ、愛花ちさき、七海ひろき、愛紗もも、雅桜歌、彩羽真矢）

### 北摂大学
森野 芳樹（もりの よしき）
演 - 嘉島典俊
秋子の2年上の先輩。卒業後は「池田食品」に就職し、安西の命令でカップ麺の開発に取り組む。秋子の協力を得てフリーズドライ装置を作る、商品を完成させた。秋子に想いを寄せるが、告白しようとすると必ず浪利に邪魔されて伝えることができない。
小池 一郎（こいけ いちろう）
演 - 倉田操
秋子の1年上の先輩。オバQの小池さんの様にインスタントラーメンが大好きで、よく鍋から直接ラーメンを食べている。
浜口（はまぐち） / 川辺（かわべ）
演 - 大野賢治 / 佐々木慎介
浪利の学友でフォークソング仲間。浪利と共に「白い鳩」としてレコードデビューする。

### 佐世保
小林 千代子（こばやし ちよこ）
演 - 安田ひろみ
静子の母。春夫が妻子とともに佐世保へパン職人の修行に来た際に文治の紹介で空部屋を貸した。病気のため一時入院したが、静子が戻ってから程なく退院した。
小林家の子供
演 - 明石泰葉、長岡殿世他2名
小林 吉朗（こばやし よしお）
演 - ノンクレジット
千代子の夫。昭和23年に戦地から復員したが、その後体が弱り、やがて入院生活を送る。
登場したのは帰宅時に2階から春夫と照子が目撃した一瞬だけで、俯いていたため顔出しはない。台詞は「ただいま」の一言だけ。
藤井 文治（ふじい ぶんじ）
演 - 曽我廼家文童
ヨネの弟で、春夫の叔父。佐世保の米軍キャンプ「CAMP SASEBO BAKERY」で甥の春男と共にパン職人の修行を積んだ。後に佐世保市内でバーガーショップ「空天歌」（くうてんか）を開き、「佐世保バーガー」の礎を築いた。店のキャッチコピーは「空天歌で喰うてんか！」。
藤井 滋（ふじい しげる）
演 - 松本友宏
文治の長男で、春男の従兄弟。父と共に「CAMP SASEBO BAKERY」で働いた。佐世保バーガーをハンバーガーの本場アメリカに売り込むべく渡米した。
デービッド
演 - クロード・チアリ
「CAMP SASEBO BAKERY」の責任者で「ケーキ職人の神様」と呼ばれる。春男にパン作りを指導し、「デービッドはん」と呼ばれる。文治に習った大阪弁を流暢に話す。
助産師
演 - 志賀智恵子
照子が夏子を出産した時の助産師。
松井（まつい）
演 - 上村厚文
小林家のかかりつけの「松井醫院」を営む町医者。高熱を出して担ぎ込まれた夏子を肺炎と診断した。特効薬のペニシリンは入手困難な上、1本4千円で最低2本打つ必要がある（これは当時家が一軒買える金額だった）と語り、照子を落胆させた。
ハリー
演 - イエンズ・カサンダー
「Naval Hospital」（米海軍病院）の医師。肺炎で瀕死の夏子にペニシリン注射を打って欲しいと両親から懇願され困惑するが、患者の命を優先し、デービッドと共に軍部に掛け合って使用許可を得てくれた。岩田家に支払資金がないことを承知の上でペニシリンを投与し、夏子の命を救った。
看護婦
演 - ケイティ・アドラー
ハリー医師の下で夏子の看護を担当した。
浅月 昇（あさつき のぼる）
演 - ポール牧
黒島で旅館「あさつき」の主。猜疑心が強く口下手で、大阪弁を解さない。和人達を「訳あり」と怪しんで冷たくあしらっていた。海辺で釣りをしている最中に話しかけて来た冬子から拓夫・光樹兄弟と友達になって欲しいと頼まれた。互いに言葉が通じず冬子と口論になったが、彼女の熱意に根負けして拓夫に釣竿を貸し、帰宅時には兄弟と友達になっていた。
浅月 美穂（あさつき みほ）
演 - 白川和子
昇の妻。「あさつき」に宿泊中所持金が底をついた和人に、住込みで働くよう勧めた。
吉野 満（よしの みつる）
演 - 美濃優輝
恒夫と静子の息子。顔立ちは恒夫に似ている。

### その他
復員兵
演 - Mr.オクレ
終戦直後の闇市の中で、たまたま通りかかった照子の前で腹を抱えて倒れ込んだ。心配して声をかけた照子に助けを求めたが、単なる空腹だと判り拒絶された。彼女が説教すると「やかましいわい！」と居直るが、照子の顔を見るなり「あんた、ほんまにべっぴんさんやな」と褒めた。去り行く照子に「何かくれ！」と叫んだが無視され、その後の消息は不明。
ちなみに照子が彼に声をかけた際のセリフ「お腹痛いんですか？シクシク？それともチクチク？」は、10年後の「あまちゃん」でパロディ化され、第151回で荒巻太一がトイレに籠った足立ユイに「お腹が痛いのかな？ キリキリ痛いのかな？ それともシクシク・・」と語りかけた。
女子行員
演 - 前田真紀
「昭和信託銀行」の行員で春夫の同僚。机の引き出しにリンゴを入れ、折に触れて愛でている。それを見た春夫は「リンゴの唄」を歌い、彼女を誘って踊った。
鈴木（すずき）
演 - ホープユタカ
「昭和信託銀行」の行員で春夫の上司。勤務中に妻子のことを考え、仕事中に歌って踊る春男の勤務態度を問題視している。
上岡（かみおか）
演 - 芝本正
「昭和信託銀行」の役員。春夫が波野の家へ届ける現金1万円を列車内で掏られて戻った際、再度彼に届けに行くよう命じた。
波野（なみの）
演 - ラサール石井
高槻の邸宅に住む相場師で、「昭和信託銀行」の大口顧客。上司の命で春夫が預金の満期金1万円（当時は家が一軒買えるほどの大金だった）を届けに来た際、「こんなちんまい（少額の）金に一々受取り書くんかいな？」と文句を言い、床に置かれた現金封筒を踏みつけた。仕事に嫌気が差した春夫は、翌日退職した。
小山（こやま しょうさ）
演 - ベンガル
帝国陸軍少佐。戦死した照子の婚約者の上官。"結婚するなら、絶対に死なない人を"という照子の望みを聞き、戦場へ行くことがない主計将校（少尉）の春男を紹介して2人を結び付けた。
堀越（ほりこし）
演 - 赤松和宏
軍人。照子と春男の披露宴に小山と共に出席。
女子行員
演 - 久留島愛、広田真理
岩田家の取引金融機関「北攝銀行」の行員。喫茶店の開業資金の借入相談のために来た照子の応対をする。
岡（おか）
演 - 木下ほうか
岩田家の取引金融機関「北攝銀行」の行員。照子が喫茶店の開業資金の借入相談に行った際、応接室で1時間も待たせ、その間に後から来た客を接客したため彼女を激怒させた。「喫茶シャトー」の繁盛ぶりを知ると開店祝いの花束を持って取引継続を頼みに来店したが、照子達からたっぷりと嫌味を言われた。
高木（たかぎ）
演 - 石井光三
洋菓子店「山喜屋」の経営者。電鉄会社が経営する梅田駅前のスケートリンクの隣で喫茶店を経営していたが週末以外は客が少なく持て余していた。「えらい繁盛してまんのや！」と照子を騙して経営権を売り渡し、彼女から恨まれる。しかしこれがきっかけでスケートを始めた春子と夏子を側で見守るため、照子は営業を続けた（春子がオリンピックに出場したのを機に閉店）。
太田 トミ子（おおた とみこ）
演 - タイヘイ夢路
「山喜屋」の喫茶店時代からいる「シャトー梅田リンク店」の従業員。店が暇なためよく居睡りをしている。閉店後の消息は不明
住井 真一（すみい しんいち）
演 - 夢路いとし
梅田スケートリンクの貸し靴屋。温厚な老人。
賭場の男
演 - 中原和敏、南谷峰洋
金を盗んだ賢作を追って、「喫茶シャトー」に怒鳴り込んだ。
トラック運転手
演 - 大八木淳史
力持ちで、岩田製パンのバタコが土手から落ちた際に引き上げてくれた。
運転手の同乗者
演 - 牛丸裕司
トラック運転手の同乗者。運転手と共に土手に落ちたバタコを引き上げる。
オーディション参加者
演 - 井山未来
梅田劇場の四月公演のオーディションで落選し、会場であった劇場の廊下で号泣する。
参加者の母
演 - 谷口友香
梅田劇場の廊下で娘を慰める。
末廣の店員
演 - 平口泰司
鰻屋「末廣」の店員。春子が肝炎で市民病院に入院中、世話に来た照子が自分用に注文したまむしの出前に来た。照子は春子の目の前で臭いを嗅がせながら、全部一人で食べた。
スケート選手
演 - 今川知子、有川梨絵、山下りら、田中正子、宇野久美子、藤原佳子
スケートリンク上で 「下町の太陽」を唄う春子の周りでスケートをする。
看護婦
演 - 松寺千恵美
照子が「梅田グランド劇場」から帰る途中、腹部に痛みを覚え掛け込んだ豊中の病院の看護婦（医師も登場するがノンクレジット）。
義太夫 / 三味線
演 - 竹本友香 / 豊澤雛司
冬子がかおるに「浄瑠璃を見せてほしい」と頼んだ際に、かおるの後ろで義太夫と三味線を披露する。
司会
演 - 佐藤誠アナウンサー
夏子が出演し「可愛いベイビー」を唄った舞台の司会者。
かおるの夫
演 - 湯口和明
故人。プレイボーイであり、かおるは散々泣かされていた。
辰子（たつこ）
演 - 大西ユカリ
春子と夏子のコーチ・田中の大学時代の先輩で、梅田の「歌声喫茶やまびこ」で歌唱指導をしている。夏子が両親との思い出の曲「Sentimental Journey」を唄った際デュエットした。
ピアノ / アコーディオン
演 - マンボ松本 / 井山明典
「歌声喫茶やまびこ」でピアノやアコーディオンを演奏する。
斉藤 愛子（さいとう あいこ）
演 - 村木よし子
斉藤の妻。料理が得意。
斉藤 久美（さいとう くみ）
演 - 大野風花
斉藤の娘。照れ屋な性格だが、夏子とはすぐに打ち解ける。
ラジオの声
声 - 福寿淳
ラジオ番組のパーソナリティー。辰造の妻と娘の消息を尋ねる冬子の手紙を番組で読み上げ、「遠くへ行きたい」を流す。
大平 知香子（おおひら ちかこ）
演 - 松本麻希
辰造の娘だが、父の記憶はない。空襲で焼け出され、神戸の男性に命を救われ、母と共に彼の許に身を寄せる。浪利の提案で冬子がラジオ局のリクエスト番組にメッセージを添えた葉書を投書したところ、それを放送で聴き、「岩田製パン」に来訪した（当時25歳で神戸で小学校の教師をしていた）。母と自分が神戸に移った経緯を辰造に説明し、病弱な母を恩人と結婚させるため、彼女と離婚して欲しいと頼んだ。
受験生
演 - 高島美希
宝塚音楽学校の二次試験の受験生。踊っている最中に振り付けを間違え、うずくまって泣いた後に試験場から逃げ出してしまう。
パン屋の主人
演 - 水野晴郎
東京のパン屋。大阪へ遊びに行った時に「てるてるパン」と出会い、模倣品を作って"大阪名物"と称して販売していた。CMの撮影現場から逃げ出した夏子がたまたま来店してそれを発見し、やる気を取り戻した。
岡谷の後輩
演 - 菅原功人、久保田純
春子と同じ同志館大学のアイスホッケー部部員。春子は高嶺の花だ、と噂する。
星川（ほしかわ）
演 - 白木みのる
「梅田百貨店」の販売員。池田で家電の展示即売会を開いた際、当時新発売の電子レンジが食品を温める仕組みを寺井都子から尋ねられ、知ったかぶって出鱈目な説明をした。居合わせた秋子に誤りを指摘されて大恥を描掻いた。春夫が新商品ホットドック（ドラマでは「ホットドッグ」と呼んでいるが、「喫茶シャトー」内の品書きには「ホットドック」と書かれていた）用に電子レンジを購入した際、配達に来て秋子と再会した。
若いコーチ
演 - 今川知子
「シャトー梅田リンク店」閉店の日に、幼い女の子にスケートを教えていたコーチ。
ソネダ自動車の面接担当者
演 - 亀井賢二、小島信一、山口勝司
和人の採用面接の担当者。和やかに話していたが、和人が出来れば設計の仕事をしたいと言った途端に態度を変え、和人は不採用になった。理由は不明だが、その際他党者の一人が履歴書を指差していたことから、高卒の学歴がネックになったと思われる。
大阪のバーの客
演 - 桂きん枝
「恋のシャドー」のキャンペーンで大阪に来た夏子に絡んだキャバレーの酔客。レコードを買うから夏子の尻を触らせろと言って照子に阻止されると、「ちょっとテレビ出た思て、ええかっこさらすなカスめが！」と暴言を吐いて乱闘騒ぎを起こした。
ラーメン屋
演 - 泉ひろし
道頓堀のラーメン屋。夏子と照子が新曲のキャンペーン活動中に食事でたまたま来店した際、偶然桑原政也と再会した。美女にはチャーシューを増量する。政也に言わせると「不味くて安いだけが取り柄の店」。
工場責任者
演 - 後藤基治
和人が就職した大手製パン会社の工場責任者。作業中にミスをした和人を「アホ！」と言って叩き、無断欠勤した和人を解雇した。
管理人
演 - 一木美貴子
「岩田製パン店」退職後和人が住んだアパート「錦荘」の管理人。
長崎県警の刑事
演 - 宝亀克寿、竹本翔之助
政也の自首を受けて、木塚兄弟を保護するため佐世保に来た。
山根 ミサ子（やまね ミサこ）
演 - いしだあゆみ
スターになる夢に破れ、ナイトクラブで歌う中年歌手。「ブルー・ライト・ヨコハマ」のキャンペーンで来店した夏子と照子が彼女憐れむような発言をしたため、わざと目の前で彼女の歌を唄って嫌がらせをした。彼女の歌に圧倒され、怖くて唄えなくなってしまった夏子と口論になるが、本音を語る夏子の素直さを気に入り親しくなる。そして宝物のイヤリングを夏子に譲り、もし紅白に出場した時にはこれを付けて欲しいと頼んで自分が果たせなかった夢を彼女に託した。夏子が紅白出場を果たした際は約束通り花束を贈り、テレビ観戦した。
ナイトクラブの客
演 - 工藤恭造
夏子が山根ミサ子と出会ったナイトクラブの客。ミサ子が唄う「ブルー・ライト・ヨコハマ」に聴き惚れる。
アナウンサー
演 - 田渕岩夫
昭和44年、夏子が初出場したNHK紅白歌合戦で総合司会を担当した。
業者
演 - 高木潔
「ベーカリーてるてる家族」の内装についての案を冬子から聞く。
ギターの女
演 - 石井聖子
流しの歌手。照子が屋台でラーメンを食べている時に近くで「時には母のない子のように」を唄っていた。照子に歌を褒められたが、そればかり唄うため疎まれた。
運転手
演 - 多賀勝一
花嫁姿の春子を岩田家まで迎えに来た運転手。春子を送り出す照子と春男の話を「ベーカリーてるてる家族」の店内で聞き、集まっていた近所の人々と共に号泣する。

## 放送日程
2003年9月29日から2004年3月27日までの25週、全150回。
本作では週ごとのサブタイトルが設定されていないので、目安となる単語を記す。
| 週 | 回      | 放送日              | 主な内容               | 演出             |
| -- | ------- | ------------------- | ---------------------- | ---------------- |
| 1  | 01-06   | 09月29日 - 10月04日 | 岩田製パン開業         | 榎戸崇泰         |
| 2  | 07-012  | 10月06日 - 10月11日 | テレビジョン付き喫茶店 | 榎戸崇泰         |
| 3  | 013-018 | 10月13日 - 10月18日 | フィギュアスケート     | 高橋陽一郎       |
| 4  | 019-024 | 10月20日 - 10月25日 | 和人との出会い         | 高橋陽一郎       |
| 5  | 025-030 | 10月27日 - 11月01日 | インスタントラーメン   | 佐藤譲           |
| 6  | 031-036 | 11月03日 - 11月08日 | ケセラセラ             | 佐藤譲           |
| 7  | 037-042 | 11月10日 - 11月15日 | 梅田グランド劇場       | 榎戸崇泰         |
| 8  | 043-048 | 11月17日 - 11月22日 | 中学校のパン           | 榎戸崇泰         |
| 9  | 049-054 | 11月24日 - 11月29日 | 浄瑠璃の師匠           | 高橋陽一郎       |
| 10 | 055-060 | 12月01日 - 12月06日 | 秋子と画家             | 佐藤譲           |
| 11 | 061-066 | 12月08日 - 12月13日 | 歌声喫茶               | 福井充広         |
| 12 | 067-072 | 12月15日 - 12月20日 | 工場の転機             | 小島史敬         |
| 13 | 073-078 | 12月22日 - 12月27日 | 工場長と家族           | 榎戸崇泰、佐藤譲 |
| 14 | 079-084 | 01月05日 - 01月10日 | 宝塚音楽学校           | 本木一博         |
| 15 | 085-090 | 01月12日 - 01月17日 | 岩田ヨネ               | 高橋陽一郎       |
| 16 | 091-096 | 01月19日 - 01月24日 | 春子の壁               | 城宝秀則         |
| 17 | 097-102 | 01月26日 - 01月31日 | 岡谷信夫               | 本木一博         |
| 18 | 103-108 | 02月02日 - 02月07日 | 全日本選手権           | 高橋陽一郎       |
| 19 | 109-114 | 02月09日 - 02月14日 | 文化祭と進路           | 本木一博         |
| 20 | 115-120 | 02月16日 - 02月21日 | 川島弘子               | 高橋陽一郎       |
| 21 | 121-126 | 02月23日 - 02月28日 | 桑原政也               | 須崎岳、本木一博 |
| 22 | 127-132 | 03月01日 - 03月06日 | 佐世保                 | 福井充広         |
| 23 | 133-138 | 03月08日 - 03月13日 | 紅白歌合戦             | 本木一博         |
| 24 | 139-144 | 03月15日 - 03月20日 | 新しい店               | 高橋陽一郎       |
| 25 | 145-150 | 03月22日 - 03月27日 | なるようになる         | 高橋陽一郎       |

## 使用楽曲
曲名がテロップで紹介された楽曲、およびストーリー上重要な意味を持つ楽曲を記載する。
- 第1回：ふりむかないで / リンゴの唄
- 第2回：東京の花売り娘 / みかんの花咲く丘
- 第4回：港が見える丘
- 第5回：センチメンタル・ジャーニー
- 第6回：憧れのハワイ航路 / 銀座カンカン娘 / 僕は特急の機関士で
- 第7回：夜来香
- 第9回：星の流れに
- 第11回：こんなベッピン見たことない
- 第17回：港町十三番地
- 第19回：ダイアナ
- 第20回：チャンチキおけさ
- 第24回：喜びも悲しみも幾歳月
- 第26回：青春サイクリング
- 第31回：オンリー・ユー / イースト菌の歌（番組オリジナル）
- 第35回：星は何でも知っている / ラヴ・ミー・テンダー
- 第36回：ケ・セラ・セラ
- 第39回：黄色いサクランボ / 可愛い花
- 第40回：ケ・セラ・セラ
- 第41回：証城寺の狸囃子 / 虹の彼方に / ルイジアナ・ママ
- 第44回：いつでも夢を
- 第47回：下町の太陽
- 第51回：おひまなら来てね
- 第54回：可愛いベイビー / 上を向いて歩こう
- 第56回：恋のバカンス
- 第57回：ラヴ・ミー・テンダー
- 第58回：ある恋の物語
- 第59回：メロンの気持ち（劇中ではマンボとされた）
- 第61回：フライ・ミー・トゥー・ザ・ムーン
- 第64回：僕は泣いちっち
- 第65回：センチメンタル・ジャーニー
- 第67回：明日があるさ / 見上げてごらん夜の星を
- 第69回：明日があるさ
- 第78回：イースト菌の歌（番組オリジナル）
- 第79回：幸福を売る男
- 第81回：君といつまでも
- 第83回：だまって俺について来い
- 第90回：ラストダンスは私に
- 第91回：ネェ聞いてよママ
- 第92回：恋のフーガ
- 第94回：こまっちゃうナ
- 第96回：空に星があるように
- 第100回：清く正しく美しく / ヤング・ガイ / すみれの花咲く頃
- 第101回：お嫁においで
- 第103回：世界は二人のために
- 第110回：清く正しく美しく / 六段 / 宝塚 我が心の故郷 / 面倒なもの、それは？
- 第111回：SING SING SING
- 第116回：恋の季節
- 第119回：恋のシャドー
- 第122回：悲しくてやりきれない / 青年は荒野をめざす
- 第123回：ブルーライト・ヨコハマ
- 第125回：風に吹かれて
- 第130回：ロコ・モーション
- 第133回：東京ブルース
- 第138回：ブルーライト・ヨコハマ
- 第139回：時には母のない子のように
- 第141回：愛の奇跡
- 第144回：この宇宙の果てで（番組オリジナル）
- 第148回：あなたならどうする
- 第149回：ラヴ・ミー・テンダー
- 第150回：若いってすばらしい

このほか、総集編第5回でのみ放送された楽曲に「ケメ子の歌」がある。

## スタッフ
- 原作 - なかにし礼「てるてる坊主の照子さん」より
- 脚本 - 大森寿美男[2]
- 音楽 - 宮川泰[2]
- 主題曲 - 『ブルースカイ・ブルー（インストゥルメンタルバージョン）』
作曲 - 宮川泰。サウンドトラック盤での表記は「オープニング・テーマ」
第1回 - 第102回（2003年9月29日 - 2004年1月31日）で使用。
- 主題歌 - 『ブルースカイ・ブルー』
作詞 - なかにし礼、作曲 - 宮川泰、編曲 - 清水信之、歌 - RYTHEM
初期は挿入歌としてドラマのエンディングに不定期で流れていたが、後にテーマソングに昇格した。
第103回 - 第150回（2004年2月2日 - 3月27日）で使用。
- 挿入歌 - 『イースト菌の歌』
作詞 - 大森寿美男、作曲 - 宮川泰
岩田製パンのパン職人達「イースト隊」の心情を歌った番組オリジナル曲。ディズニー映画「メリーポピンズ」の主題歌「チム・チム・チェリー」を意識して作られた。
- 挿入歌 - 『ブルー・ライト・ヨコハマ』
作詞 - 橋本淳、作曲 - 筒美京平、編曲 - 長田直之、歌 - 上原多香子
第125回以降、挿入歌として上原のカバーヴァージョンが放送された。元々は夏子のモデルとなった女優・いしだあゆみの歌手時代の代表曲である。
- サウンドトラック編曲 - 溝淵新一郎
- サウンドトラック参加ミュージシャン
  - ピアノ演奏 - 上柴はじめ
  - ギター演奏 - 萩谷清、梶原順
  - エレキベース演奏 - 渡辺直樹、伊藤昌明
  - ドラム演奏 - 市原康、広瀬徳志
  - ラテンパーカッション演奏 - 川瀬正人
  - ヴァイオリン演奏 - 篠崎正嗣、加藤高志
  - トランペット演奏 - 数原晋
  - サックス演奏 - 平野智
  - フルート演奏 - 旭孝
  - ユーフォニアム演奏 - 崎本譲
  - シンセサイザー演奏 - 宮本一、佐藤智浩
- 語り - 石原さとみ（ヒロインと兼任）
- 副音声解説 - 江原正士
- スペシャル編ナレーション - 内藤裕子アナウンサー
- 風俗考証 - 芳井敬郎
- 医事監修 - 芦田敬一
- 大阪ことば指導 - 松寺千恵美
- 佐世保ことば指導 - 宝亀克寿（本編にも出演）
- 振付 - 謝珠栄
- タイトル映像 - タイクーングラフィックス、中村剛
- スケート指導 - 岡本治子
- 資料提供 - 安藤百福
- 宝塚音楽学校関連
  - 歌唱指導 - 吉崎憲治
  - 声楽指導 - 納多知津子
  - ピアノ演奏 - 北野説子
  - ダンス振付 - 尚すみれ
  - 宝塚演劇指導 - 正塚晴彦
  - 宝塚時代考証 - 鈴鹿照
- 撮影協力 - 大阪府池田市、長崎県佐世保市、兵庫県姫路市、滋賀県大津市、全大阪パン協同組合、財団法人日本スケート連盟、宝塚歌劇団、宝塚音楽学校
- 制作統括 - 若泉久朗
- 制作 - 篠原圭
- 美術 - 室岡康弘、山田崇臣、田中伸和、藤井俊樹
- TD - 仲野善隆、芦田定雄
- 音響効果 - 野下泰之、吉田秋男、最上淳、大池隆仁
- 撮影 - 佐々木達之介、大須賀弘之
- 照明 - 清岡昌吉、松本豊
- 音声 - 佐藤善次郎、深田次郎、井上裕一、藤井芳保／森田誠
- VE - 椎野弘崇、安川正行、猪俣道生
- 編集 - 藤澤加奈子
- 記録 - 堤眞理子、岡崎洋子
- 演出 - 榎戸崇泰、高橋陽一郎／本木一博、佐藤譲、福井充広、城宝秀則、小島史敬、須崎岳
- 制作・著作 - NHK、NHK大阪放送局

## オープニング・エンディング
オープニング
白い布の上でタイトルロゴをあしらった赤色の刺繍糸がほどけ、街並みや人々などの形に変わっていくアニメーション。
テーマ曲『ブルースカイ・ブルー』は、第1回 - 第102回はインストゥルメンタル、第103回以降は歌入りで流れた。
エンディング
作品舞台となった大阪府の1950年代-1970年代の写真が使われた。一部回では「このドラマはフィクションです」と表示された。
エンディング前には不定期で『ブルースカイ・ブルー』（歌入り）と四姉妹が透明ボードにイラストを描く映像や、夏子役の上原が歌う『ブルーライト・ヨコハマ』の映像が流れた。

## 製作エピソード
1996年上期の『ひまわり』以降、連続テレビ小説では1週ごとにサブタイトルが設定され（『ひまわり』は2週ごと）、土曜日で各エピソードが完結するスタイルが取られてきた。しかし本作ではサブタイトルを設定せず、各週ごとに主となるエピソードはあるものの、物語の連続性を重視した脚本が書かれた（このような体裁は『すずらん』でも同様に行われていた）。
本作の音楽は戦後昭和の雰囲気を表現するために、なかにし礼の指名で日本ポップス界の重鎮的存在だった宮川泰が起用されたが、それに合わせてスタッフは宮川が音楽を手がけた「シャボン玉ホリデー」「ゲバゲバ90分」のビデオを取り寄せ、研究し、演出に生かした。1967年生まれでドラマの時代を直接知らない大森寿美男は、最初は原作だけをたよりに脚本を書いていたが、サウンドトラックが出来上がってからは、音楽のイメージからも助けを借りてシーンや台詞を展開していったとされる。本作において“宮川サウンド”の果たした役割の大きさは、なかにしや大森も認めている。

## 視聴率と反響・逸話

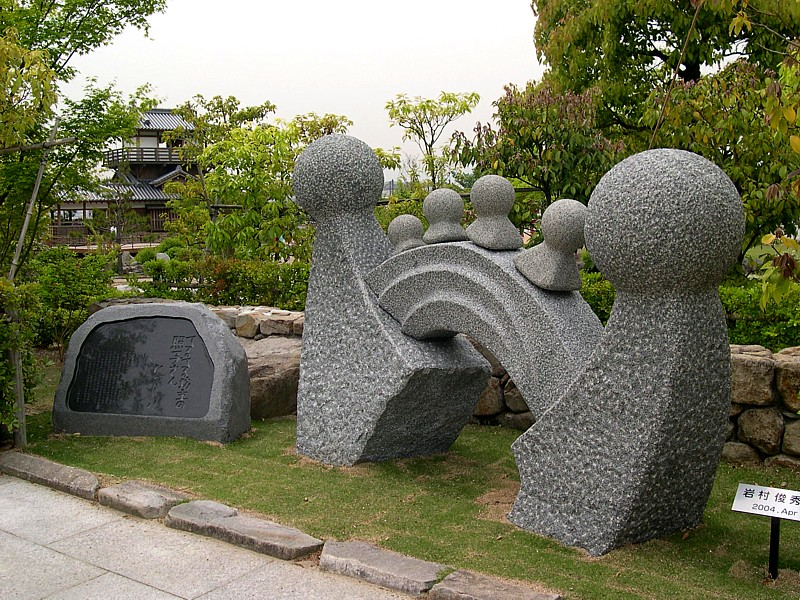
池田城跡公園に設置された「てるてる坊主の照子さん文学碑」（通称「てるてる記念碑」）

連続テレビ小説の平均視聴率は、以前から低下する傾向を見せていたが、放送期間中平均視聴率は18.9%（ビデオリサーチ調べ、関東地区・世帯）で、連続テレビ小説として初めて20%を切った。最高視聴率は22.0％。
一方で、メディアなどからの評価は高く、放送終了前後には 朝日新聞、読売新聞、キネマ旬報などに好意的な記事が掲載された。
- 「近年の朝ドラでは傑作の部類と思った」（読売新聞コラム：同社専門委員・河村常雄）
- 「毎朝楽しみにしていた（中略）終わってしまってちょっと寂しい。（中略）ほのぼのとおもしろかった」[15]
- 「てるてる家族はただ者ではなかった」[16]

また、infoseekテレビドラマレビュー（当時）の年間ドラマ大賞では、2003年と2004年の二年連続で最優秀作品賞に選出された。主演の石原さとみは、本作の演技で第41回ゴールデン・アロー賞放送新人賞・最優秀新人賞を受賞し、2005年エランドール賞新人賞を受賞している。
また作品には熱心なファンも付き、放送終了後、DVD化や再放送を要望するメールがNHKに数多く寄せられ、一部の楽曲を変更・カットしたうえで、2007年8月24日にNHKエンタープライズから総集編が発売され、再放送も上記の日程で放送された。
作中で取り上げられたチキンラーメン（作中では「ニコニコめん」）は、2003年10月期の売り上げが前年度比60％アップした。またキャラクター商品として2004年4月6日から日清食品とファミリーマート共同開発の「てるてる家族ラーメン」が期間限定で販売された。
本作の放送を記念して、池田城跡公園に「てるてる坊主の照子さん文学碑」が設置され、2004年4月3日に原作者のなかにし礼とモデルになった石田家の人々を招いて池田市などの主催で除幕式が行われた。2006年には、阪急池田駅前広場が、それまでの「ピース池田」から「てるてる広場」に改称された。
世界フィギュアスケート選手権3連覇などの実績を持つ坂本花織は、本作にて主人公の姉がフィギュアスケート選手であったことを見たことで4歳の時にフィギュアスケートを始めるきっかけになったという。
浅野演じる照子のモデルとなった、いしだあゆみの実母は2010年に死去。いしだは当時NHK福岡放送局開局80周年として制作されたドラマスペシャル『見知らぬわが町』の撮影の時期にかかっていたこと、またドラマの舞台が母の出身地であった大牟田市だったこともあり、撮影中は母の遺影を胸にしのばせて臨んでいたことを制作会見で明らかにしている。

## 総集編
本作品の総集編は、全5回、各43分で制作され、以下の通り放送された。なお、NHK総合では当初5回とも午前6時10分からの放送予定だったが、12月26日に発生したインドネシア・スマトラ島大地震・大津波と、紀宮清子内親王の婚約会見などの編成の都合で、第1回と第2回のみ放送時間が変更された。このほか、番組放送中の2003年12月29日、前半の物語のあらすじ紹介やヒロイン4人の夢への情熱を描いた30分の特別編『てるてる家族スペシャル』が放送された。総集編は、スペシャルと共に2007年8月にDVD化されたが、著作権上の問題から第2回の「ルイジアナ・ママ」などがカットされている。

### 総集編放送日
- BShi
  - 2004年7月20日 9時30分 - 10時58分 第1回・第2回
  - 2004年7月21日 9時30分 - 10時58分 第3回・第4回
  - 2004年7月22日 9時30分 - 10時13分 第5回
- BS2
  - 2004年8月9日 - 13日 17時 - 17時43分
- 総合
  - 2004年12月29日 7時40分 - 8時23分 第1回
  - 2004年12月30日 7時45分 - 8時28分 第2回
  - 2004年12月31日 - 2005年1月2日 6時10分 - 6時53分 第3回 - 第5回

### サブタイトル
- 第1回「岩田製パン店開店」
- 第2回「それぞれの夢に向かって」
- 第3回「旅立ち」
- 第4回「悲しい別れ」
- 第5回「私の夢」

## 関連商品
- DVD
  - 『連続テレビ小説 てるてる家族 総集編』（NHKエンタープライズ）
- 書籍
  - 『てるてる坊主の照子さん』なかにし礼 上・中・下（新潮文庫 解説：久世光彦）
  - 『てるてる家族―連続テレビ小説（前編）』 （NHK出版）
  - 『てるてる家族―連続テレビ小説（総集編）』（NHK出版） 公式ガイドブック。前編の内容に問題点があり、回収後総集編が発売された。
  - 『てるてる家族のてるてるパン・レシピ集』監修:全大阪パン協同組合（タツミムック）
  - 『フィギュアスケートの魔力』梅田香子・今川知子（文春新書） 春子のスケートシーンの吹き替えを担当した元プロスケーター今川知子の『「てるてる家族」撮影裏日記』が記されている。
- CD
  - 『てるてる家族 オリジナルサウンドトラック』（ソニー）
  - 『てるてる家族の昭和歌謡アルバム』（ビクター）
  - 『ブルースカイ・ブルー [Maxi]』RYTHEM（ソニー）